# Цей острів Земля
«Цей острів Земля» (англ. This Island Earth) — науково-фантастичний фільм режисерів Джозефа М. Ньюмана і Джека Арнольда, який вийшов 1 червня 1955 року. Один з пізніх фільмів класичної серії фільмів жахів студії Universal.

## Сюжет
Доктор Кел Мітчем вивчає ядерну енергію, одержує поштою деталі від якогось приладу під назвою ентерозитор та інструкцію по збірці. Ентерозитор виявляється засобом зв'язку, за яким з вченим відразу після закінчення складання зв'язується якийсь Екзетер і представляється головою спілки вчених, які мають намір зробити світ краще. Він повідомляє, що за доктором прилетить літак. Залишивши лабораторію помічникові, Мітчем в призначений час приїжджає в аеропорт, де його чекає безпілотний літак (крісло пілота присутнє, але в ньому ніхто не сидить), світиться зеленим. Літак доставляє Мітчема в особняк, де вже працюють багато вчених, у тому числі його знайомі — Рут Адамс і Стів Карлсон. Через якийсь час Кел починає розуміти, що Екзетер і його помічники — такі ж люди з дивними рисами обличчя і білими волоссям — тримають їх силою і стежать за кожним їхнім кроком через ентерозитори, що стоять у кожній кімнаті. Рут і Стів пояснюють йому, що на цьому об'єкті деяким ученим промивають мозок, підпорядковуючи таким чином їх волю. Екзетеру терміново потрібні нові джерела атомної енергії, і він робить все, щоб знайти їх.
Екзетер і його помічник Брек підслуховують розмову вчених з допомогою кота-шпигуна, бачачи людей його очима. Брек пропонує повністю підкорити бунтівників з допомогою якогось трансформатора, але Екзетер відповідає, що це неприпустимо — трансформатор пригнічує ініціативу, а це негативно вплине на діяльність мозку і може перешкодити роботі. Потім він зв'язується з Мітчемом і просить його спокійно працювати і не відволікатися на зустрічі з колегами у встановлений час, а також демонструє ще одну можливість ентерозитора — нейтринний промінь, який використовує лазер. Незважаючи на попередження, вчені продовжують зустрічатися. Келові розповідають про принцип роботи ентерозитора і про те, що поруч з будинком є якась рукотворна печера. Вчені вирішують подивитися, що там.
З Екзетером і Бреком зв'язується такий же білявий чоловік з такими ж рисами обличчя запитує чи готові вони до відльоту і повідомляє, що потрібен транспорт. Людей він наказує взяти з собою.
Кел, Рут і Стів викрадають машину і їдуть до печери. Господарі помічають їх втечу і обстрілюють дорогу з повітря нейтронними променями. Стів гине. Кел та Рут намагаються викрасти літак, але Екзетер перехоплює управління і занурює літак на космічний корабель. Він пояснює людям, що він Брек і команда корабля — інопланетяни з планети Металуна, яку безперервно обстрілюють вороги. Металун довго захищав силове поле, яке працює на атомній енергії, але тепер ресурси виснажилися, і поле може відключитися в будь-який момент. Вони прибувають на планету. Екзетер приводить людей до Наставника — глави уряду Металуна. Наставник повідомляє, що евакуація з вмираючої планети вже почалася, і планетою на яку мають намір переселитися біженці має стати Земля. Наставник планує колонізувати її. До бунтівних землян він наказує застосує трансформатор. Екзетер, не схвалює плани Наставника, відводить людей до трансформатора. Кел «вирубує» Екзетера і разом з Рут вони направляються до зорельоту. Їх доганяє прокинувшись Екзетер і втікає з ними. Вони покидають планету, яка відразу ж гине. Підбитий корабель долітає до Землі. Смертельно поранений Екзетер велить Келові і Рут сісти в літак і летіти додому. Після їх відльоту корабель разом з Екзетером розбивається над океаном.

## Сприйняття
Після виходу в кінотеатри, касові збори фільму склали 1,700,000 доларів в США і Канади . Редакція журналу New York Times назвала спец-ефекти у фільмі настільки яскравими і прекрасними, що на деякі очевидні недоліки у фільмі можна і закрити очі.

## У ролях
- Рекс Різон — доктор Кел Мітчем
- Фейт Домберг — доктор Рут Адамс
- Джефф Морроу — Екзетер
- Ленс Фуллер — Брек, помічник Екзетера
- Расселл Джонсон — доктор Стів Карлсон
- Дуглас Спенсер — Наставник
- Роберт Ніколс — Джо Вілсон, помічник Мітчема в лабораторії
- Карл Людвіг Ліндт — доктор Адольф Енгельборг (працював на Екзетера)
- Коулмен Френсіс — кур'єр
- Органи (кіт) — кіт Нейтрон (жив в особняку Екзетера)
- Спенсер Чан — доктор Ху Лінг Танг (працював на Екзетера)
- Річард Дікон — пілот зорельота
- Режіс Партон — мутант-охоронець
- Лізалотта Валеска — доктор Марі Пічер

## Факти
- Незважаючи на приналежність до серії фільмів жахів, «Цей острів Земля» — науково-фантастичний фільм, що не має ніякого відношення до хоррору.
- Одним з епізодів Екзетер і Брек бачать людей очима кота, однак дано зображення в кольоровому спектрі, недоступному котячому оку.
- За словами Екзетера, мутант, зустрічається в одному з епізодів, в чому нагадує земних комах, хоча візуально він являє собою гуманоїдну істоту, що не має помітної схожості з комахами.
- У фільмі вперше в історії кіно використаний промінь захоплення, який дозволяє притягувати види транспорту.